# ويليام هانتينغتون راسيل
ويليام هانتينغتون راسيل هو شخصية أعمال وسياسي أمريكي، ولد في 12 أغسطس 1809 في ميدلتاون في الولايات المتحدة، وتوفي في 19 مايو 1885 في نيو هيفن في الولايات المتحدة بسبب أم الدم. نشط حزبياً في حزب اليمين. وقد انتخب عضو مجلس نواب كونيتيكت ‏.